# El Inmortal
El Inmortal és una sèrie de televisió espanyola de thriller i drama criminal original de Movistar+ protagonitzada per Álex García. El projecte va néixer d'una idea de José Manuel Lorenzo inspirada en la banda de Los Miami la qual va tenir una presència destacada al Madrid de la dècada del 1990.

## Argument
A la dècada del 1990, el tràfic de cocaïna i el control de les discoteques de Madrid va estar en mans d'un grup criminal que va acaparar centenars de portades i programes de televisió: Los Miami. «El Immortal» en va ser el cap. Aquesta història està inspirada en el seu regnat i la ciutat que tantes vegades el va veure morir.

## Repartiment
- Àlex García com a José Antonio[3]
- Jon Kortajarena com a Caballero
- Maria Hervás com a Isabel
- Caterina Sopelana com a germana de José Antonio
- Carlos Hernández com a germà de José Antonio
- Jason Day com a Fausti
- Chanel Terrero com a Perla
- Claudia Pineda com a Maui
- Marcel Borràs com a Rober[4]
- Teresa Riott com La Rubia
- Emilio Palacios com a Sebas
- Mariola Fuentes com a mare de José Antonio
- Anatoly Chugunov com a Ledian
- Francis Lorenzo com a Comissari Corvarán
- Gonzalo de Castro com a Correa
- Iván Massagué com a Nano
- Juan Pablo Shuk com a Marcelo
- Óscar Higares com a Cèsar